# Léo Vivas
Iliobaldo Vivas da Silva, mais conhecido como Léo Vivas (Maraú, 29 de dezembro de 1957), é um pastor evangélico e político brasileiro.
Ligado à Igreja Universal do Reino de Deus, em 2006 foi o único candidato do pequeno PRB a ser eleito deputado federal (2007–2010) pelo Estado do Rio de Janeiro. Antes já havia sido vereador em Nova Iguaçu (2000–2002) e deputado estadual (2003–2007).